# Heinrich Weinstock
Heinrich Weinstock (* 30. Januar 1889 in Elten (Niederrhein) (heute: Emmerich am Rhein); † 8. März 1960 in Bad Homburg vor der Höhe) war ein deutscher Schulleiter, Philosoph und Pädagoge.

## Leben
Der Sohn des Kreisschulrates Adolf Weinstock machte in Höxter 1908 das Abitur, studierte Germanistik, klassische Philologie und Philosophie und wurde 1912 mit der Arbeit De erotico Lysiaco – Platonis Phaedrus 231–234c an der Westfälischen Wilhelms-Universität in Münster zum Doktor der Philosophie promoviert. Anschließend leistete er Wehr- und Kriegsdienst, u. a. erhielt er das Eiserne Kreuz I. und II. Klasse sowie das Finnische Freiheitskreuz und wurde Oberleutnant. Von 1919 bis 1926 war er im Höheren Schuldienst sowie in der Schulverwaltung und von 1926 bis 1939 als Direktor des Kaiser-Friedrichs-Gymnasiums in Frankfurt am Main tätig. 1929 war er an das Preußische Ministerium für Wissenschaft, Kunst und Volksbildung abgeordnet und wirkte an der Neuordnung der zweijährigen Ausbildungszeit der Studienreferendare in Preußen mit.
Ende der 1920er und Anfang der 1930er Jahre veröffentlichte er Aufsätze zu pädagogischen Fragen der Zeit, Erziehung, Bildung und Wissenschaft. 1933/34 war er noch von der NS-Bewegung fasziniert: „Aus der neuen politischen Bildung müssen die kühnen Stoßtruppführer der deutschen Revolution hervorgehen, die mit dem Sieg der nationalsozialistischen Partei begann, als deren unendliches Ziel aber vor uns steht die innere Umwandlung des Deutschen zu einem politischen Menschen, sowie der Neubau seiner Gesamtlebensordnung im Sinne eines nationalen Sozialismus  und auf dem Boden eines machtvollen deutschen Volksstaates“.  Noch 1934 fügte er hinzu: „Die Stunde für eine neue Begegnung mit den Griechen ist da, eine neue Wiedergeburt des griechischen Geistes kündet sich in den Wehen der deutschen Revolution an. Dies ist der Kairos eines dritten deutschen Humanismus.“
Nach dem Ende der Weimarer Republik widmete er sich zunehmend und mit theoretischen Überlegungen den Übersetzungen (lange Zeit im Kröner Verlag greifbar) der antiken Autoren Platon, Thukydides, Sallust und Sophokles, nachdem seine Schriften Polis – Der griechische Beitrag zu einer deutschen Bildung heute und Die höhere Schule im deutschen Volksstaat 1936 verboten worden waren. Ernst Krieck rezensierte: „Weinstock hat vom Nationalsozialismus nichts begriffen, weil er nicht von ihm ergriffen ist.“ Ihm wurden der Vorsitz des wissenschaftlichen Prüfungsamtes an der Johann Wolfgang Goethe-Universität, die Mitgliedschaft im pädagogischen Prüfungsausschuss der Provinz Hessen-Nassau und die Herausgeberschaft der Zeitschrift Neue Jahrbücher für Wissenschaft und Jugendbildung und zweier Schulbuchwerke entzogen.
Mit Beginn des Zweiten Weltkriegs wurde Weinstock erneut für fünf Jahre zum Kriegsdienst als Rittmeister d. R. verpflichtet. So war er u. a. Vorsitzender einer Untersuchungskommission wegen eines Sabotageaktes in St. Nazaire 1942, der für seine maßvolle Umsicht gelobt wurde.
Vom 1. Januar 1945 bis zum 1. April 1946 war er noch einmal Direktor des Kaiser-Friedrichs-Gymnasiums. Auf seinen Antrag geht die Änderung des Namens der Schule in Staatliches Gymnasium Frankfurt am Main zurück.  

Anschließend wurde er Vertretungsprofessor und 1949 schließlich ordentlicher Professor am Lehrstuhl für Philosophie und Pädagogik der Johann Wolfgang Goethe-Universität. Seine Forschungsgebiete waren die Pädagogik, der Humanismus und die Antike. Obwohl er die traditionelle humanistische Bildung kritisierte, plädierte er für einen erneuerten Humanismus in der technisierten Massengesellschaft, der freilich inhaltlich eher unklar blieb. In seinen Schriften der 1950er Jahre setzte er sich mit der europäischen Geistesgeschichte und Anthropologie, Allgemein- und Berufsbildung und politischen Erziehung auseinander. Von ihm stammt das häufig zitierte Wort der drei für eine Maschine notwendigen Begabungen. Damit begründete das CDU-Mitglied im Jahr 1955 den Erhalt des dreigliedrigen Schulwesens in der BRD.
„Dreierlei Menschen braucht die Maschine, den, der sie bedient und im Gang hält; den, der sie repariert und verbessert; schließlich den, der sie erfindet und konstruiert. Hieraus ergibt sich: Die richtige Ordnung der modernen Arbeitswelt gliedert sich, im Großen und Ganzen und in typisierter Vereinfachung, ... in drei Hauptschichten: die große Masse der Ausführenden, die kleine Gruppe der Entwerfenden und dazwischen die Schicht, die unter den beiden anderen vermittelt. D. h.: Die einen müssen anordnen und verordnen, die anderen müssen die Ordnungsgedanken ausführen; aber damit das ordentlich geschieht, muss eine dritte Gruppe den Übergang vom Gedanken zur Tat, von der Theorie zur Praxis vermitteln. ... Daß diese Gliederung nicht nur im unmittelbaren Umkreis der Maschine gilt, sondern im Gesamtbereich unserer rationalisierten Arbeitswelt ... bedarf keiner besonderen Darlegung. ... Was ergibt sich nun aus dieser Struktur unserer modernen Arbeitswelt für den Aufbau des Bildungswesens? Offenbar verlangt die Maschine eine dreigegliederte Schule: eine Bildungsstätte für die Ausführenden, also zuverlässig antwortenden Arbeiter, ein Schulgebilde für die verantwortlichen Vermittler und endlich ein solches für die Frager, die sogenannten theoretischen Begabungen.“

## Hauptwerke
- (Hrsg.): Handbuch des Unterrichts an höheren Schulen Band 7: Methodik der philosophischen Propädeutik, Diesterweg, Frankfurt a. M. 1930.
- Die neue Ausbildung der Studienreferendare in Preussen, Diesterweg, Frankfurt a. M. 1931.
- Sophokles, Teubner, Leipzig 1931, neue Aufl. Marées, Wuppertal 1948.
- Polis. Der griechische Beitrag zu einer deutschen Bildung heute, an Thukydides erläutert. Berlin 1934.
- Die höhere Schule im deutschen Volksstaat. Versuch einer Ortsbestimmung und Sinndeutung, Berlin 1936.
- Sallust. Das Jahrhundert der Revolution. Übersetzt u. eingeleitet. Kröner, Stuttgart 1939.
- Übersetzer: Sophokles, Die Tragödien, Kröner Taschenausgabe, 6., gründlich überarb. und neu eingeleitete Auflage, Stuttgart 2015 ISBN 978-3-520-16306-6 (zuerst 1941).
- Realer Humanismus. Die Wiederkehr des Tragischen. Platon und Marx oder Humanismus und Sozialismus, VS Verlag für Sozialwissenschaften 1949 ISBN  978-3-66300968-9.
- Die Tragödie des Humanismus. Wahrheit und Trug im abendländischen Menschenbild. Quelle & Meyer, Heidelberg 1953. (5. Aufl. 1989) ISBN 978-3-89104489-6.
- Arbeit und Bildung. Die Rolle der Arbeit im Prozess um unsere Menschwerdung. Quelle & Meyer, Heidelberg 1954.
- Realer Humanismus. Eine Ausschau nach Möglichkeiten seiner Verwirklichung. Quelle & Meyer, Heidelberg 1955.
- Mit Arnold Bergsträsser, Christian Caselmann: Es geht um den Menschen. Wege und Ziele der Erwachsenenbildung in unserer Zeit, Verband für Erwachsenenbildung Württemberg-Hohenzollern, Ravensburg 1957.
- Die politische Verantwortung der Erziehung in der demokratischen Massengesellschaft des technischen Zeitalters. Bundeszentrale für Heimatdienst, Bonn 1958.